# Brother Isle (Écosse)
Pour les articles homonymes, voir Brother Isle et Brother.
Brother Isle est une petite île inhabitée du Royaume-Uni située en Écosse, dans l'archipel des Shetland, entre les îles de Yell et de Mainland.

## Géographie
Brother Isle est située dans le Nord de l'archipel des Shetland, entre les îles de Yell et de Mainland et baignée par les eaux du détroit de Yell. Plus précisément, l'île est entourée par Uynarey et Yell à l'est, Sligga Skerry et Bigga au sud-ouest, Mainland au sud, Tinga Skerry et Little Roe au sud-ouest et Lamba à l'ouest.
L'île, allongée et orientée dans le sens sud-est-nord-ouest, est en forme de « Y ». Les côtes sont rocheuses et forment des grottes et deux criques : Tungli Geo et The Pool. L'île culmine à 25 mètres d'altitude et possède un phare sur la pointe Nord-Ouest. Dépourvue de tout arbre, l'île est recouverte de prés et de landes.